# Эдрайант динарский
Эдрайа́нт дина́рский (лат. Edraianthus dinaricus) — вид двудольных растений рода Эдрайант (Edraianthus) семейства Колокольчиковые (Campanulaceae). Впервые описан австрийским ботаником Антоном Кернером под названием Campanula dinarica A.Kern.basionym; перенесён в состав рода Эдрайант Рихардом Веттштейном в 1887 году.

## Распространение
Эндемик хребта Мосор в Хорватии.

## Ботаническое описание
Хамефит.
Растение высотой 2—6 см.
Стебли слабоолиственные сверху, неразветвлённые.
Листья линейные, серо-зелёного цвета.
Цветки фиолетово-синие, одиночные.

## Синонимы
Синонимичные названия:
- Campanula dinarica A.Kern.basionym
- Campanula pumilio var. major Vis.
- Edraianthus serpyllifolius subsp. dinaricus (A.Kern.) Nyman